# 1914년 연방거래위원회법
1914년 연방거래위원회법(영어: Federal Trade Commission Act of 1914)은 연방거래위원회를 설립한 미국 연방 법률이다. 이 법은 1914년 미국 우드로 윌슨 대통령에 의해 법률로 서명되었으며, 경쟁의 불공정한 방법과 상업에 영향을 미치는 불공정한 행위나 관행을 금지한다.

## 배경
이 법의 영감과 동기는 1890년 셔먼 반독점법이 통과되었을 때 시작되었다. 제조업자들이 가격 담합 카르텔에 가입하는 것을 막기 위한 강력한 반독점 운동이 있었다. J. P. 모건의 회사를 해체한 1904년 판례인 Northern Securities Co. 대 미국 사건 이후, 반독점 집행은 제도화되었다. 곧이어 미국 시어도어 루스벨트 대통령은 산업계의 경제 및 기업에 대한 보고를 담당하는 기관인 기업국을 설립했다. 이 기관은 연방거래위원회의 전신이었다.
1913년, 의회는 연방거래위원회법과 클레이턴 반독점법을 통과시키면서 해당 기관을 확장했다. 연방거래위원회법은 사업 개혁을 위해 고안되었다. 의회는 광고의 기만적인 방법으로부터 소비자를 보호하고, 기업이 판매되는 품목에 대해 솔직하고 진실되도록 강제하려는 희망으로 이 법을 통과시켰다.
이 법은 20세기 초 특정 형태의 사업을 규제하고 감독하기 위해 위원회와 같은 특별 단체를 사용하는 더 큰 운동의 일부였다. 연방거래위원회법은 셔먼법 및 클레이턴법과 연계하여 작동한다. 셔먼법 위반은 또한 연방거래위원회법을 위반하는 것이므로, 연방거래위원회는 두 법 중 어느 하나를 위반하는 사건에 대해 조치할 수 있다. 연방거래위원회법과 두 반독점법은 "소비자의 이익을 위해 경쟁 과정을 보호하고, 기업이 효율적으로 운영되고, 가격을 낮게 유지하며, 품질을 높게 유지하도록 강력한 유인을 보장하는" 유일한 목표로 만들어졌다. 이 법들은 반독점법의 핵심으로 간주되며 오늘날 사회에서도 여전히 매우 중요하다.
이 위원회는 불공정한 거래 관행을 억제하기 위해 대기업에 "정지명령"을 발부할 권한을 부여받았다. 또한 연방거래위원회법은 FTC가 허위 광고 및 소비자에게 해를 끼칠 수 있는 기타 행위를 통해 자체 정책을 위반하는 기업에 벌칙을 부과할 수 있도록 허용하므로 개인 정보 보호를 위한 조치로도 간주된다. 대상이 된 불공정한 경쟁 방법 중 일부는 기만적인 광고 및 가격 책정을 포함한다.
이 법은 1914년 9월 8일 상원에서 43대 5로 통과되었고, 9월 10일 하원에서는 찬반 투표 집계 없이 통과되었다. 9월 26일 윌슨 대통령이 법으로 서명했다.

## 요약

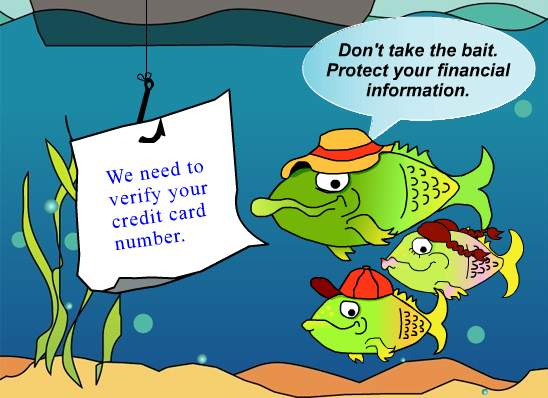
연방거래위원회에서 시민들에게 피싱 전술에 대해 교육하기 위해 만든 애니메이션의 한 장면

연방거래위원회법은 위원회를 설립하는 것 이상을 한다.
이 법에 따라 위원회는 특히 (a) 상업 내 또는 상업에 영향을 미치는 불공정한 경쟁 방법, 불공정하거나 기만적인 행위 또는 관행을 방지하고, (b) 소비자에게 해를 끼치는 행위에 대한 금전적 배상 및 기타 구제를 추구하며, (c) 불공정하거나 기만적인 행위 또는 관행을 구체적으로 정의하고 그러한 행위 또는 관행을 방지하기 위해 고안된 요건을 설정하는 무역 규정 규칙을 규정하고, (d) 상업에 종사하는 단체의 조직, 사업, 관행 및 관리에 관한 조사를 수행하며, (e) 의회에 보고서 및 입법 권고를 할 권한이 있다.
FTC 법은 상업 내 또는 상업에 영향을 미치는 불공정한 경쟁 방법, 불공정하거나 기만적인 행위 또는 관행을 금지한다. 위원회는 은행, 저축 및 대부 기관, 연방 신용 조합 등 FTC 법에 명시된 몇 가지 예외를 제외하고 모든 개인, 파트너십 또는 법인에 대해 법의 조항을 시행할 권한이 있다. 은행, 저축 및 대부 기관, 연방 신용 조합 및 기타 특정 금융 기관은 대신 소비자 금융 보호국의 관할 하에 있다.
위원회는 산업 전반에 걸친 규칙 및 규정을 발행하는 연방 규정 제정 권한, 심판 권한, 그리고 특정 상황에서 민사 소송을 제기할 수 있는 법적 권한을 통해 FTC 법을 집행한다. FTC 법은 소비자에게 법 위반에 대해 소송할 권리를 부여하지 않지만, 소비자는 불공정하거나 기만적이라고 생각하는 행위나 관행에 대해 위원회에 불만을 제기할 수 있다. 그러나 소비자는 "소규모 FTC 법"이라고도 불리는 주 "UDAP" (불공정, 기만적 및 남용적 관행) 법령에 따라 소송을 제기할 권한을 부여받을 수 있다.

### 기만
FTC 법에 따라 행위 또는 관행이 "기만적"이라는 것은 합리적인 상황에서 행동하는 소비자를 오도할 가능성이 있는 진술, 누락 또는 관행이 있을 때이다. 진술, 누락 또는 관행은 또한 중요해야 하며, 소비자의 제품 또는 서비스에 대한 행동이나 결정에 영향을 미칠 가능성이 있어야 한다. 진술 또는 관행이 특정 그룹을 대상으로 하는 경우, 위원회는 해당 대상 그룹의 관점에서 합리성을 고려할 것이다. 특히 행위자가 자신의 행위가 오도적일 의도를 가졌어야 한다는 요건은 없다.

### 불공정
FTC 법에 따라 행위 또는 관행이 "불공정"이라는 것은 소비자가 "스스로 합리적으로 피할 수 없는" 피해를 입었을 때 "소비자에게 상당한 피해를 초래하거나 초래할 가능성이 있는" 경우이다. 또한, 행위 또는 관행이 불공정하려면 피해가 소비자 또는 경쟁에 대한 상쇄되는 이익보다 크지 않아야 한다. 불공정 목적을 위한 "상당한" 수준에 달하는 피해의 예로는 소비자가 거래에 대한 채권자 청구 또는 방어를 주장할 능력 없이 결함 있는 상품 또는 서비스를 신용으로 구매하도록 강요하는 경우가 있을 수 있다. 공공 정책이 특정 기준은 아니지만, 피해가 얼마나 상당한지를 결정할 때 고려될 수 있다.

## 집행

### 행정 심판
조사 후 위원회가 행위자가 FTC 법의 불공정한 경쟁 방법 또는 불공정하거나 기만적인 행위 또는 관행 금지를 위반했다고 믿을 만한 이유가 있고, 행위자에 대한 절차가 공공의 이익에 가장 부합한다고 판단하는 경우, 위원회는 행정 법원에서 행위자에 대한 행정 절차를 개시할 권한이 있다. 다른 당사자는 심리에 개입하고 출석을 신청할 수 있다. 행정 심리 후, 위원회가 행위자가 FTC 법의 불공정 및 기만 행위 금지를 위반했다고 판단하면, 행위자에게 사실 조사를 제공하고 위반에 대한 정지명령을 발부하고 송달해야 한다. 금지된 당사자는 "문제의 경쟁 방법 또는 행위 또는 관행이 사용되었거나 그러한 개인, 파트너십 또는 법인이 거주하거나 사업을 하는 모든 관할 구역"의 미국 항소법원에 FTC의 정지명령에 대해 항소할 수 있다.

### 행정 정지명령 대상자에 대한 민사 소송
개인의 불공정 및 기만 행위에 대한 정지명령이 확정되면, 위원회는 미국 지방법원 또는 "주(州)의 관할 법원"에서 위반에 대한 구제를 구할 수 있다. 법원이 문제의 행위 또는 관행이 "합리적인 사람이 상황에서 부정직하거나 사기성임을 알았을 것"이라고 판단하는 경우, 법원은 위반 또는 불공정하거나 기만적인 행위 또는 관행으로 인해 "소비자 또는 기타 개인, 파트너십 및 법인에게 입은 피해를 구제하기 위해 법원이 필요하다고 판단하는" 구제를 허용할 수 있다. 법령은 계약의 취소 또는 개정, 재산의 환불 또는 반환, 손해 배상, 위반에 대한 공공 통지 등 이용 가능한 구제책의 비제한적인 목록을 제공한다.
또한, 정지명령의 대상이 된 행위자가 불공정하거나 기만적인 행위를 중단하라는 위원회의 최종적이고 유효한 정지명령을 위반하는 경우, 금지된 행위자는 위반당 최대 10,000달러의 민사 벌금에 자동으로 책임이 있으며, 그 금액은 지방법원에서 결정된다. 이러한 상황에서 FTC 법은 미국 지방법원에 위원회의 최종 명령을 집행하기 위해 강제적 금지 명령 및 "적절하다고 판단하는 기타 추가적인 형평법적 구제"를 부여할 권한을 부여한다.

### 기타 민사 소송
위원회는 또한 행정 법원에서 해당 문제를 먼저 심리하지 않고도, 위원회가 공포한 규칙을 위반한 것으로 판단되는 행위자에 대해 미국 지방법원에서 민사 소송을 개시할 권한이 있다. 그러나 이는 특정 상황에서만 가능하며, 예를 들어 행위자가 해당 행위가 불공정하거나 기만적이라는 실제 지식 또는 "객관적인 상황에 근거하여 합리적으로 암시되는 지식"을 가지고 있었다고 위원회가 판단하는 경우에 한한다.
위원회가 불법 행위 또는 관행과 관련하여 행정 절차를 통해 최종적이고 유효한 정지명령을 발부한 경우, 새로운 행위자가 초기 정지명령의 대상이 아니었더라도 동일한 불법 행위 또는 관행에 종사하는 다른 행위자에 대해 민사 소송을 개시할 수 있다. 그러나 위원회는 해당 행위자가 해당 행위 또는 관행이 "불공정하거나 기만적"이며 불법이라는 "실제 지식"을 가지고 해당 행위 또는 관행에 종사한 경우에만 그렇게 할 수 있다.
실제 지식은 위원회가 행위자에게 관련 정지명령으로 이어진 결정 사본 또는 결정 요약을 제공했다는 사실을 입증함으로써 확립될 수 있다. 두 가지 유형의 조치 모두 법원에서 결정할 최대 10,000달러의 민사 벌금을 초래한다.
FTC 법은 또한 위원회가 특정 사건에서 위원회의 관할 하에 있는 행위자가 위원회가 집행하는 "어떤 법률 조항을 위반하고 있거나 위반하려고 한다"고 판단하는 경우, 연방 법원에서 민사 소송을 통해 영구적인 금지 명령을 얻을 권한을 부여한다. 미국 연방대법원은 위원회에 영구 금지 명령을 구할 권한을 부여하는 조항이 "환수 또는 몰수와 같은 형평법적 금전적 구제"를 구할 추가 권한을 부여하지 않는다고 판결했다.